# Beneath
Pour plus de détails, voir Fiche technique et Distribution.
Beneath ou Le danger vient du lac au Québec est un film américain réalisé par Larry Fessenden, sorti en 2013.
Il est présenté en avant-première mondiale au festival de film de Stanley, en 2013.

## Synopsis
Six étudiants séjournent au Connecticut, au bord du lac. Malgré les prévenances d'un vieil homme, ils ignorent une surprise qui leur réserve au fond de l'eau et devront lutter pour leur vie contre un poisson-chat mangeur d'hommes.

## Fiche technique
Sauf indication contraire, les informations mentionnées dans cette section peuvent être confirmées par la base de données cinématographiques IMDb,  présente dans la section « Liens externes ».
- Titre original et français : Beneath
- Titre québécois : Le danger vient du lac[1]
- Réalisation : Larry Fessenden
- Scénario : Tony Daniel et Brian D. Smith
- Musique : Will Bates
- Direction artistique : Shiloh Kidd
- Décors : Tania Bijlani
- Costumes : Elisabeth Vastola
- Photographie : Gordon Arkenberg
- Montage : Larry Fessenden
- Production : Larry Fessenden et Peter Phok
- Production déléguée : Shane O'Brien, Justin Smith (en) et Thomas P. Vitale
- Sociétés de production : Chiller Films et Glass Eye Pix
- Société de distribution : Universal Pictures
- Pays de production :  États-Unis
- Langue originale : anglais
- Format : couleur — 1,85:1
- Genre : horreur, thriller
- Durée : 90 minutes
- Dates de sortie :
  - États-Unis : 3 mai 2013 (Festival de film de Stanley) ; 17 juillet 2013 (sortie limitée)
  - France : 17 juillet 2013[réf. nécessaire]

## Distribution
- Daniel Zovatto (VF : Benjamin Gasquet) : Johnny
- Bonnie Dennison : Kitty
- Chris Conroy : Matt
- Jonny Orsini : Simon
- Griffin Newman (en) (VF : Nathanel Alimi) : Zeke
- Mackenzie Rosman : Deb
- Mark Margolis : M. Parks

## Production

### Développement et attribution des rôles
En août 2012, la production Glass Eye Pix engage l'acteur débutant Daniel Zovatto pour un rôle principal dans le film indépendant Beneath de Larry Fessenden, dont la production se déroule au Connecticut. Quelques jours après, Bonnie Dennison, Chris Conroy, Jonny Orsini, Griffin Newman, Mackenzie Rosman et Mark Margolis se joignent au film écrit par Tony Daniel et Brian D. Smith.

### Tournage
Le tournage commence en août 2012 à Oxford, au Connecticut, pour une période de 18 jours.
Pour le poisson mangeur d'hommes, le réalisateur-scénariste l'a conçu lui-même, souhaitant « que cela ressemble à un vrai poisson, et non une créature maléfique. ». En plein tournage, le réalisateur y a éprouvé des difficultés étant donné que son équipe et lui-même ne filmaient que dans de petits bateaux, alors il a réécrit le script, en supprimant de nombreuses scènes de flashback dans l'intention de « garder le drame dans le bateau claustrophobe ».

## Accueil

### Festival et sorties
Le film est projeté, en avant-première mondiale, le 3 mai 2013, au festival de film de Stanley, ayant lieu au Stanley Hotel d'Estes Park (Colorado). Il a droit à une sortie limitée, le 17 juillet suivant.